# Административное деление Российской империи на 1 января 1900 года
Российская империя по состоянию на 1 (13) января 1900 года делилась на генерал-губернаторства, губернии, области и уезды
- Польское Царство, Финляндское княжество, Бухарское и Хивинское ханства
- общее число генерал-губернаторств — 5
- общее число губерний — 60
- общее число областей на правах губернии — 20
- столица — город Санкт-Петербург

Отличия от 1 января 1883 года:
- вновь образованы:

1. Иркутское генерал-губернаторство (16 (28) мая 1884 года) из западной части Восточно-Сибирского генерал-губернаторства
2. Приамурское генерал-губернаторство (16 мая 1884 года) из восточной части Восточно-Сибирского генерал-губернаторства
3. Самаркандская область (1887 год) из Зеравшанского округа
4. Черноморская губерния (1896 год) из Черноморского округа Кубанской области

- упразднены:

1. Восточно-Сибирское генерал-губернаторство (16 мая 1884 года) — в Иркутское и Приамурское генерал-губернаторства

- список генерал-губернаторств:

1. Иркутское генерал-губернаторство
  1. Енисейская губерния
  2. Иркутская губерния
  3. Якутская область
2. Оренбургское генерал-губернаторство (центр — Оренбург)
  1. Тургайская область
  2. Уральская область
3. Приамурское генерал-губернаторство (до 1888 года — входило Владивостокское военное губернаторство)
  1. Амурская область
  2. Забайкальская область
  3. Приморская область
  4. остров Сахалин (особый отдел)
4. Степное генерал-губернаторство (центр — Омск)
  1. Акмолинская область
  2. Семипалатинская область
5. Туркестанское генерал-губернаторство (центр — Ташкент)
  1. Закаспийская область (с 1897 года)
  2. Самаркандская область
  3. Семиреченская область (с 1898 года из Степного генерал-губернаторства)
  4. Сыр-Дарьинская область
  5. Ферганская область

- список всех губерний:

1. Архангельская
2. Астраханская
3. Бакинская
4. Бессарабская
5. Виленская
6. Витебская
7. Владимирская
8. Вологодская
9. Волынская
10. Воронежская
11. Вятская
12. Гродненская
13. Екатеринославская
  1. Александровский уезд
  2. Бахмутский уезд
  3. Верхнеднепровский уезд
  4. Екатеринославский уезд
  5. Новомосковский уезд
  6. Павлоградский уезд
  7. Славяносербский уезд
14. Елисаветпольская
15. Енисейская (центр — Красноярск)
16. Иркутская
17. Казанская
18. Калужская
19. Киевская
20. Ковенская
21. Костромская
22. Курляндская (центр — Митава)
23. Курская
24. Кутаисская
25. Лифляндская (центр — Рига)
26. Минская
27. Могилёвская
28. Московская
29. Нижегородская
30. Новгородская
31. Олонецкая
32. Оренбургская
33. Орловская
34. Пензенская
35. Пермская
36. Подольская
37. Полтавская
38. Псковская
39. Рязанская
40. Самарская
41. Санкт-Петербургская
42. Саратовская
43. Симбирская
44. Смоленская
45. Ставропольская
46. Таврическая
47. Тамбовская
48. Тверская
49. Тифлисская
50. Тобольская
51. Томская
52. Тульская
53. Уфимская
54. Харьковская
55. Херсонская
56. Черниговская
57. Черноморская (центр — Новороссийск)
58. Эриванская
59. Эстляндская (центр — Ревель)
60. Ярославская

- список областей:

1. Акмолинская (центр — Омск)
2. Амурская (центр — Благовещенск)
3. Батумская
4. Дагестанская (центр -Темир-Хан-Шура)
5. Войска Донского (с 1887 года из Екатеринославской губернии — Ростовский уезд, Таганрогское градоначальство, Нахичеванский армянский округ)
6. Забайкальская (центр — г. Чита)
7. Закаспийская (центр — Асхабад)
8. Карсская
9. Кубанская (центр — Екатеринодар)
10. Приморская (центр — Хабаровск)
11. Самаркандская
12. Семипалатинская
13. Семиреченская (центр — Верный)
14. Сыр-Дарьинская область (центр — Ташкент)
15. Терская (центр — Владикавказ)
16. Тургайская (центр — Оренбург)
17. Уральская (центр — Уральск)
18. Ферганская (центр — Скобелев, с 1896 года добавлена восточная часть Памира)
19. Якутская